# Little Crow
Little Crow, né en 1810 et mort en 1863, est un chef sioux dakota qui prit la tête des rebelles lors de la guerre des Sioux de 1862 dans le Minnesota. Il a participé à la bataille de Fort Ridgely.

## Biographie

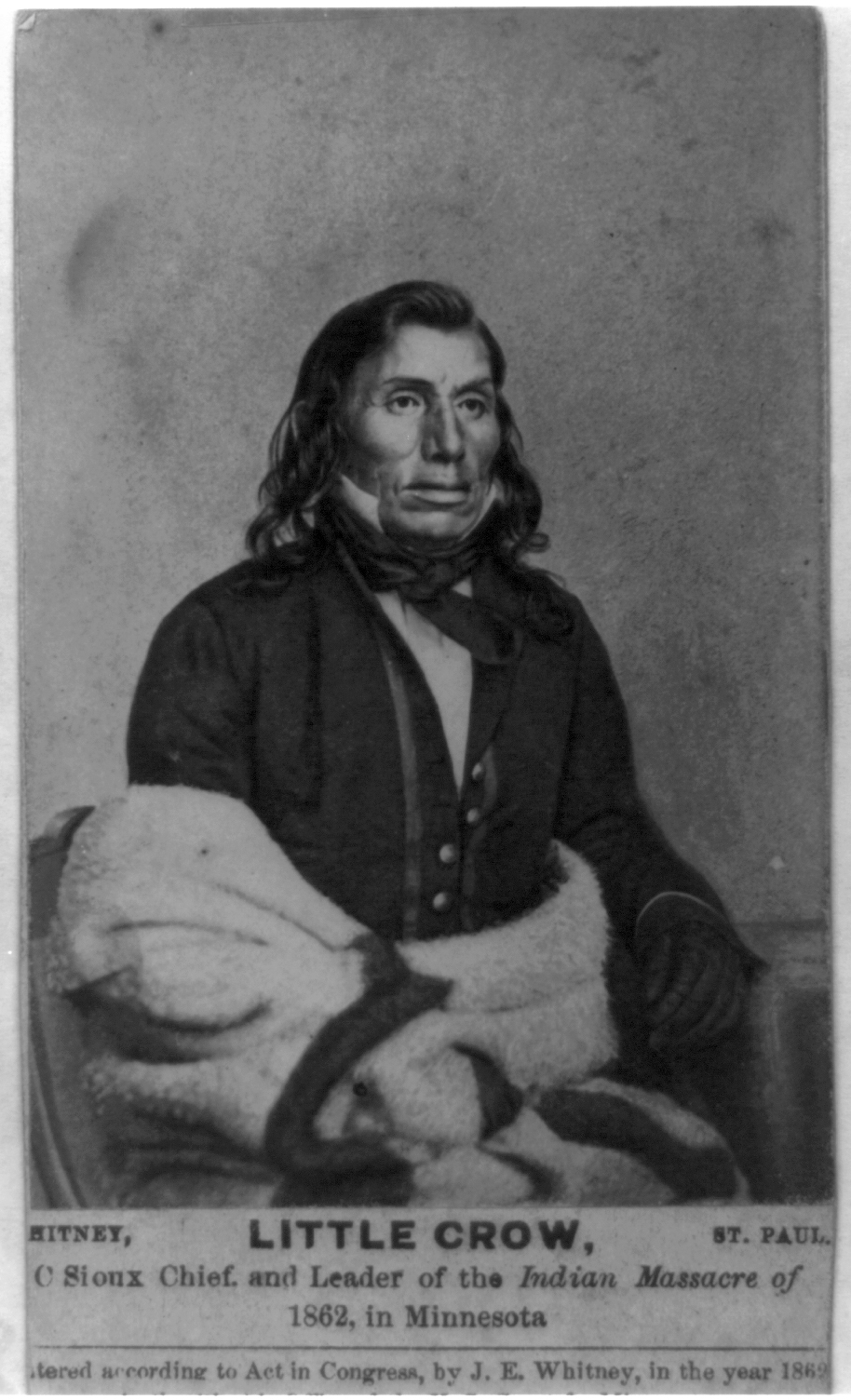
Little Crow vers 1862.

### Mort
Dans la soirée du 3 juillet 1863, alors qu'il cueillait des framboises avec son fils aîné Wowinape, un colon et son fils ouvrent le feu sur les deux Dakotas, blessant mortellement Little Crow.